# Емил Холуб
Емил Холуб (Голуб) (на чешки: Emil Holub) е чешки лекар, изследовател, картограф и етнограф на Южна Африка.

## Ранни години (1847 – 1872)
Роден е на 7 октомври 1847 година в Холице, Източна Бохемия (тогава в Австрийската империя, днес Чехия), в семейството на общински лекар. През 1872 завършва медицина в Университета в Прага и заминава за Южна Африка като лекар. Мечтата му е да продължи изследванията на любимия си пътешественик Дейвид Ливингстън в Африка. Заселва се близо до Кимбърли, където практикува медицина.

## Експедиционна дейност (1873 – 1887)
След като събира за около година необходимите средства от медицинската си практика в диамантените мини от 1873 до 1879, Холуб предприема няколко пътешествия в западните части на Трансваал, областите населени с бечуани (днес Република Ботсвана) и земите на народа бароце (днес Република Зимбабве), като достига на север до водопада Виктория. Опитва се да открие изворите на река Замбези, но заболява от треска и пътуването му се проваля. По-късно изследва областта около изворите на река Лимпопо.
През 1879 се завръща в родината си като донася богати естественоисторически и етнографски колекции, в т.ч. стотици петроглифи – образци от наскални рисунки, автори на които са бушмените. Макар по време на пътешествията си младия чешки лекар посещава отдавна известни и изследвани райони от Африка, неговият принос за научното опознаване на природата на Южна Африка и населяващите я народи е много голям. През 1880 във Виена излиза от печат двутомно издание „Sieben Jahre in Südafrika“ (Bd. 1 – 2, Wien, 1880; в превод „Седем години в Южна Африка“), което получава много висока оценка от съвременниците му.
През 1883 отново се отправя за Южна Африка като целта му е пресичането на континента от Кейптаун до Кайро, който план не се осъществява. Заедно със съпругата си и шест местни жители след много опасности и лишения през юни 1886 пръв от европейците успява да достигне до „бялото петно“ северно от Замбези, в басейна на река Кафуе (ляв приток на Замбези). На север от Кафуе малкият отряд е нападнат от местното племе баила, известно още под името „машукулумбе“ и след като изгубва почти цялото си оборудване и провизии е принуден да се върне обратно.

## Следващи години (1887 – 1902)
През 1887 Холуб се завръща в Австрия с нова голяма колекция от над 13 хил. предмета, които обогатяват колекциите на множество музеи в Европа и америка. Историята на второто си пътешествие публикува под името: „Von der Kapstadt ins Land der Maschukulumbe“, Bd. 1 – 2, Wien, 1889 – 1890 (в превод „От Капщад в страната на машукулумбе“), книга която също става бестселър за онова време.
Умира на 21 февруари 1902 година във Виена на 54-годишна възраст.